# Colli Bolognesi Sauvignon superiore
Le Colli Bolognesi Sauvignon superiore est un vin blanc italien de la région Émilie-Romagne doté d'une appellation DOC depuis le 29 mai 1975. Seuls ont droit à la DOC les vins récoltés à l'intérieur de l'aire de production définie par le décret.
Le Colli Bolognesi Sauvignon superiore répond à un cahier des charges plus exigeant que le Colli Bolognesi Sauvignon, essentiellement en relation avec le taux d’alcool.

## Aire de l'appellation
Les  vignobles autorisés en province de Bologne et en province de Modène dans les communes de Monteveglio, Castello di Serravalle, Monte San Pietro, Sasso Marconi, Savigno, Marzabotto, Pianoro, Bazzano, Crespellano, Casalecchio di Reno, Bologne, San Lazzaro di Savena, Zola Predosa, Monterenzio et en partie dans la commune de Savignano sul Panaro. 

## Caractéristiques organoleptiques
- couleur: jaune paille plus ou moins intense.
- odeur: délicat, caractéristique, légèrement aromatique
- saveur: sec, plein, harmonique, parfois vif

Le Colli Bolognesi Sauvignon superiore se déguste à une température comprise entre 8 et 10 °C.  Il se gardera 2 - 3 ans.

## Production
Province, saison, volume en hectolitres :
- pas de données disponibles